# Fusifilum gifbergense
Fusifilum gifbergense är en sparrisväxtart som beskrevs av U.Müll.-doblies, J.S.Tang och D.Müll.-doblies. Fusifilum gifbergense ingår i släktet Fusifilum och familjen sparrisväxter. Inga underarter finns listade i Catalogue of Life.